# Summer Festival 2024
La nona edizione del Summer Festival (denominata 105 Summer Festival) si è svolta dal 14 giugno al 5 luglio 2024 a Baia Domizia, Venezia, Genova e Massa con la conduzione di Mariasole Pollio e Daniele Battaglia (sostituito da Dario Micolani per l'ultima puntata).
In questa edizione è stata edita anche la compilation 105 Summer Festival.

## Novità
Il programma è tornato nell'estate 2024 con gli sponsor Motorola, Nissan e Poste Italiane e con il cambio di denominazione della manifestazione in 105 Summer Festival. La conduzione del programma è stata affidata a Mariasole Pollio e Daniele Battaglia (sostituito da Dario Micolani per l'ultima puntata) e, allo stesso modo delle precedenti edizioni, ha avuto luogo in quattro location diverse, ciascuna per ogni puntata: Arena dei Pini a Baia Domizia, Parco San Giuliano a Venezia, Piazza della Vittoria a Genova e Aeroporto comunale a Massa. Allo stesso modo della scorsa edizione, la manifestazione è stata seguita in diretta sia da Radio 105 che dall'emittente televisiva Radio 105 TV.

## Cast
| Artista                    | Brani                                                                          | Puntate | Puntate | Puntate | Puntate |
| Artista                    | Brani                                                                          | 1       | 2       | 3       | 4       |
| Aiello                     | Talete                                                                         | N.D.    | N.D.    | N.D.    |         |
| Alessandra Amoroso         | Fino a qui, Immobile, Comunque andare, Mezzo rotto (con BigMama)               |         |         | N.D.    | N.D.    |
| Alfa                       | Bellissimissima, Vai!, Vabbè ciao                                              | N.D.    | N.D.    |         | N.D.    |
| Ali Dollas                 |                                                                                | N.D.    | N.D.    | N.D.    |         |
| Álvaro de Luna             | Portarse mal, Logo contigo                                                     | N.D.    |         | N.D.    | N.D.    |
| Ana Mena                   | Cinema spento                                                                  |         | N.D.    | N.D.    | N.D.    |
| Angelina Mango             | Ci pensiamo domani, La noia, Melodrama                                         | N.D.    | N.D.    |         | N.D.    |
| Anna                       | 30°C, Vetri neri                                                               | N.D.    |         | N.D.    | N.D.    |
| Annalisa                   | Storie brevi (con Tananai), Bellissima, Mon Amour, Sinceramente                |         | N.D.    | N.D.    | N.D.    |
| Arisa                      | Controvento, Baciami stupido, La notte                                         | N.D.    | N.D.    | N.D.    |         |
| Articolo 31                | Ohi Maria, Domani smetto, Maria Salvador, Peyote                               | N.D.    |         | N.D.    | N.D.    |
| Baby K                     | Playa, Fino al Blackout, Voglio ballare con te, Da zero a cento                | N.D.    |         | N.D.    | N.D.    |
| Benji & Fede               | Musica animale, Dove e quando                                                  | N.D.    | N.D.    | N.D.    |         |
| Berna                      | Sei nell'aria, Ti amo e non lo sai                                             | N.D.    | N.D.    |         |         |
| BigMama                    | La rabbia non ti basta, Cento occhi, Mezzo rotto (con Alessandra Amoroso)      |         | N.D.    | N.D.    | N.D.    |
| Bnkr44                     | Estate 80, Ma che idea                                                         | N.D.    | N.D.    |         | N.D.    |
| Boro                       |                                                                                | N.D.    |         | N.D.    | N.D.    |
| Bresh                      | Nightmares, Torcida                                                            | N.D.    |         | N.D.    | N.D.    |
| Capo Plaza                 | Acqua passata, Fino all'alba                                                   | N.D.    | N.D.    |         | N.D.    |
| Cioffi                     | Ex, Incendio                                                                   |         |         |         | N.D.    |
| Clara                      | Diamanti grezzi, Ghetto Love (con Icy Subzero)                                 | N.D.    | N.D.    |         | N.D.    |
| Colapesce Dimartino        | Splash, Innamorarsi perdutamente non è mai un affare, Musica leggerissima      | N.D.    |         | N.D.    | N.D.    |
| Coma Cose                  | Fiamme negli occhi, Malavita                                                   | N.D.    | N.D.    |         | N.D.    |
| Cristiano Malgioglio       | Fernando, Mi sono innamorato di tuo marito                                     | N.D.    | N.D.    |         | N.D.    |
| Elettra Lamborghini        | Pistolero, Mani in alto, Dire fare baciare (con Shade)                         | N.D.    |         | N.D.    | N.D.    |
| Elodie                     | Due, Black Nirvana                                                             |         | N.D.    | N.D.    | N.D.    |
| Emis Killa                 | Sexy shop (con Fedez)                                                          | N.D.    | N.D.    |         | N.D.    |
| Emma                       | Taxi sulla luna, Femme fatale, Apnea                                           | N.D.    |         | N.D.    | N.D.    |
| Enula                      | Big Bang                                                                       | N.D.    | N.D.    |         |         |
| Ermal Meta                 | Ragazza paradiso, L'unico pericolo                                             | N.D.    | N.D.    |         | N.D.    |
| Fabio Rovazzi              | Faccio quello che voglio, Andiamo a comandare, Maranza (con Il Pagante)        | N.D.    | N.D.    | N.D.    |         |
| Fedez                      | Sexy shop (con Emis Killa)                                                     | N.D.    | N.D.    |         | N.D.    |
| Francesco Gabbani          | Frutta malinconia                                                              | N.D.    | N.D.    | N.D.    |         |
| Fred De Palma              | Ti raggiungerò, Mollami, Una volta ancora, Extasi                              | N.D.    |         | N.D.    | N.D.    |
| Gaia                       | Dea Saffica, Tokyo, Chega, Sesso e samba (con Tony Effe)                       | N.D.    |         | N.D.    | N.D.    |
| Gemelli DiVersi            | Medley: Dammi solo un minuto, Fotoricordo, Mary                                | N.D.    |         | N.D.    | N.D.    |
| Ghali                      | Casa mia, Paprika                                                              | N.D.    |         | N.D.    | N.D.    |
| Gigi D'Alessio             |                                                                                |         | N.D.    | N.D.    | N.D.    |
| Holden                     | Randagi                                                                        |         | N.D.    | N.D.    | N.D.    |
| Icy Subzero                | Ghetto Love (con Clara)                                                        | N.D.    | N.D.    |         | N.D.    |
| Il Tre                     | Fragili                                                                        | N.D.    | N.D.    |         | N.D.    |
| Irama                      | Tu no, Ovunque sarai, Galassie                                                 | N.D.    | N.D.    |         | N.D.    |
| Kaput                      | Sticker, Playa                                                                 |         |         |         |         |
| La Rappresentante di Lista | Ciao ciao, Amare                                                               | N.D.    | N.D.    | N.D.    |         |
| LDA                        | Rosso lampone                                                                  | N.D.    |         | N.D.    | N.D.    |
| Leo Gassmann               | Take That, Terzo cuore                                                         |         |         | N.D.    | N.D.    |
| Lil Jolie                  | Kiss Me                                                                        | N.D.    |         | N.D.    |         |
| Limo                       |                                                                                | N.D.    | N.D.    | N.D.    |         |
| Ludwig                     |                                                                                | N.D.    | N.D.    | N.D.    |         |
| Maninni                    | Spettacolare, Amore gourmet                                                    |         | N.D.    | N.D.    |         |
| Matteo Paolillo            | 'O mar for                                                                     |         | N.D.    | N.D.    | N.D.    |
| Michele Bravi              | Umorismo italiano, Malumore francese                                           | N.D.    | N.D.    |         |         |
| Mida                       | Que pasa                                                                       | N.D.    | N.D.    | N.D.    |         |
| Mietta                     | Bang                                                                           | N.D.    | N.D.    | N.D.    |         |
| Mondo Marcio               |                                                                                | N.D.    | N.D.    |         | N.D.    |
| Mr. Rain                   | Due altalene, Paura del buio, Supereroi                                        | N.D.    |         | N.D.    | N.D.    |
| Negramaro                  | Luna piena, La prima volta, Medley: Estate, Nuvole e lenzuola, Parlami d'amore | N.D.    | N.D.    |         | N.D.    |
| Noemi                      | Glicine, Vuoto a perdere, Makumba                                              | N.D.    | N.D.    | N.D.    |         |
| Olly                       | Devastante, Ho voglia di te (con Emma)                                         | N.D.    |         | N.D.    | N.D.    |
| Paola & Chiara             | Furore, Festival, Festa totale                                                 | N.D.    |         | N.D.    |         |
| Petit                      | Mammamì                                                                        |         | N.D.    | N.D.    | N.D.    |
| Sina                       | Donna fiammifero, Il tuo nome                                                  |         | N.D.    | N.D.    | N.D.    |
| Rhove                      | Pelé, Alé                                                                      | N.D.    | N.D.    |         | N.D.    |
| Rocco Hunt                 | Ti volevo dedicare, A un passo dalla Luna, Non litighiamo più, Musica italiana | N.D.    |         | N.D.    |         |
| Rosa Chemical              | Made in Italy, 3some                                                           | N.D.    | N.D.    |         | N.D.    |
| Santi Francesi             | Tutta vera, L'amore in bocca                                                   | N.D.    | N.D.    |         | N.D.    |
| Sarah Toscano              | L'ultima volta, Sexy magica                                                    | N.D.    | N.D.    | N.D.    |         |
| Silent Bob e Sick Budd     |                                                                                | N.D.    |         | N.D.    | N.D.    |
| Sina                       |                                                                                | N.D.    |         |         |         |
| Sophie and the Giants      | Shut Up and Dance                                                              | N.D.    |         | N.D.    | N.D.    |
| SLF                        | Replay                                                                         |         | N.D.    | N.D.    | N.D.    |
| Tananai                    | Veleno, Abissale, Tango, Storie brevi (con Annalisa)                           |         | N.D.    | N.D.    | N.D.    |
| The Kolors                 | Un ragazzo una ragazza, Italodisco, Karma                                      |         | N.D.    | N.D.    |         |
| The Ramona Flowers         | California                                                                     | N.D.    |         |         | N.D.    |
| Tony Effe                  | Boss, Miu miu, Icon                                                            |         | N.D.    | N.D.    | N.D.    |
| Wax                        |                                                                                | N.D.    | N.D.    |         | N.D.    |